# Берли, Уго
Уго́ Не́льсон Бе́рли Си́льва (исп. Hugo Nelson Berly Silva; 31 декабря 1941, Сантьяго — 24 декабря 2009, Вашингтон) — чилийский футболист, игравший на позиции флангового защитника; участник чемпионата мира 1966 года.

## Биография

### Карьера игрока
Берли начал карьеру игрока в клубе «Сантьяго Уондерерс», в котором играл в течение четырёх сезонов.
В 1964 году Берли стал игроком клуба «Аудакс Итальяно», в котором отыграл семь сезонов и затем перешёл в «Унион Эспаньола». В составе красных Берли играл семь следующих сезонов, выиграв с командой три чемпионских титула. В этом же клубе Берли завершил игровую карьеру в 1977 году в возрасте 36 лет.

### Карьера в сборной
Был в заявке сборной Чили на чемпионате мира 1966 года, но на турнире не сыграл ни в одном из матчей. Всего за сборную Чили сыграл 12 матчей, в которых не забил ни одного мяча.

### Тренерская карьера
С 1981 по 1982 год работал главным тренером клуба «Аудакс Итальяно», а затем вместе с семьёй уехал в США, где работал спортивным комментатором.

### Смерть
Последние годы жизни Берли был прикован к инвалидному креслу из-за тяжёлого заболевания. Скончался 24 декабря 2009 года в Вашингтоне в возрасте 67 лет, не дожив неделю до своего 68-летия.

## Достижения
«Унион Эспаньола»
- Чемпион Чили (3): 1973, 1975, 1977